# オフェル・ブラザーズ・グループ
オフェル・ブラザーズ・グループ（Ofer Brothers Group）は、オフェル家が所有するイスラエルのファミリービジネスである。オフェル家は世界で最大の民間運送会社の1つを所有している。
サミー・オフェルKBE（1922年2月22日、ルーマニア生まれ）と、1924年にハイファのバット・ガリームで生まれた弟のユリ・オフェルは、オフェル・ブラザーズの運送会社を1950年代に設立した。オフェル・ホールディングス・グループはイスラエルと国外で財物の取引をする。この会社が手がける事業は航空、ハイテク、未公開株、メディア、不動産 である。それは50%の所有者ウディ・エンジェルにより運営されている。
イスラエル最大の持株会社の1つイスラエル・コーポレーションの株式が、オフェル・ホールディングスによる拡大グループの一部としての株式取得とともに、1999年にオフェル家により取得された。この会社が保有している会社は、ZIM、イスラエル・ケミカルズ、ハイファのオイル・リファイナリーズLtd（BAZAN）、ミズラヒ銀行、タワー・セミコンダクターLtdなど。